# Fiódor Arjípenko
Fiódor Fiódorovich Arjípenko (en bielorruso: Фёдар Фёдаравіч Архіпенка, romanizado: Fiodar Fiodaravič Archipienka; en ruso: Фёдор Фёдорович Архипенко; Avsimovichi, RSS de Bielorrusia, 30 de octubre de 1921-Moscú, Rusia, 28 de diciembre de 2012) fue un as de la aviación soviético que combatió durante la Segunda Guerra Mundial donde recibió el título de Héroe de la Unión Soviética.

## Biografía

### Infancia y juventud
Fiódor Arjípenko nació el 30 de octubre de 1921, en el seno de una familia de campesinos bielorrusos, en Avsimovichi, una pequeña localidad rural situada en el actual raíon de Bobruisk del óblast de Maguilov en Bielorrusia, aunque su familia se mudó al pueblo de Pobolovo poco después de su nacimiento. En 1933 se trasladaron a la cercana ciudad de Bobruisk, donde completó su educación primaria (nueve cursos) en 1938 y se graduó del club de vuelo local antes de ingresar en el Ejército Rojo en noviembre de ese mismo año. Después de graduarse en la Escuela de Pilotos de Aviación Militar de Odesa en 1940, fue asignado al 17.º Regimiento de Aviación de Cazas como piloto del caza biplano Polikarpov I-153.

### Segunda Guerra Mundial
Inmediatamente después del inicio de la invasión alemana de la Unión Soviética, entró en combate con el resto de su regimiento. El 15 de octubre de 1941 realizó un peligroso aterrizaje en territorio controlado por los alemanes para salvar a un compañero piloto que había sido derribado; durante el aterrizaje, rompió el tren de aterrizaje, lo que obligó a los dos a atravesar las líneas enemigas para regresar a su regimiento. Durante cuatro días caminaron por territorio enemigo, y no fue hasta finales de mes que regresaron a su base. A pesar de ser comandante de vuelo, no obtuvo su primera victoria aérea hasta mediados de 1942 cuando participó en el derribo de un Dornier Do 215 el 28 de junio de 1942 mientras volaba a los mandos de un LaGG-3; No fue hasta el 8 de agosto de ese año cuando logró su primera victoria en solitario, un Bf 109. Más tarde, en noviembre, obtuvo otra victoria compartida, nuevamente un Do 215, al mes siguiente fue transferido al 508.º Regimiento de Aviación de Cazas. Inicialmente fue asignado como subcomandante de escuadrón, en este puesto agregó varios derribos adicionales a su cuenta y, finalmente, obtuvo un ascenso a comandante de escuadrón antes de ser reasignado al 129.º Regimiento de Aviación de Cazas de la Guardia en octubre de 1943, donde sirvió como comandante de un escuadrón aéreo y posteriormente como subcomandante del regimiento.
A principios de ese año había sido herido dos veces, primero durante una batalla aérea en enero y luego en junio durante un bombardeo. Al poco tiempo de ser transferido al 129.º Regimiento de Aviación de Cazas de la Guardia, como comandante de escuadrón, pasó a aumentar rápidamente su cuenta de derribos a lo largo de 1944, después de haber cambiado a pilotar el caza de fabricación estadounidense P-39 Airacobra. Su último derribo en la guerra y único derribo en 1945 fue un Fw 190 y tuvo lugar el 17 de enero de 1945 en las afueras de Częstochowa. Durante la guerra participó en las batallas de Kovel, Lutsk, Kiev, Kursk, Belgorod, Stalingrado, Járkov, Dnieper, Kirovgrado, Jassy-Kishinev, Léopolis-Sandomierz y Silesia.
Para el final de la guerra, había alcanzó el rango de mayor y había sido ascendido al puesto de subcomandante de su unidad; su cuenta se situó en veintiocho victorias en solitario y quince compartidas ganados en el transcurso de 467 salidas de combate durante las cuales operó en una variedad de cazas entre los que se incluyen I-153, LaGG-3, Yak-1, Yak-7B y P-39, además participó en más de 102 batallas aéreas (dogfights). Por sus acciones en la guerra, recibió el título de Héroe de la Unión Soviética el 27 de junio de 1945.

### Posguerra
Después del final de la guerra permaneció en el ejército, en junio de 1945, se graduó en la Escuela Superior de Aviación de Oficiales de Lípetsk, y posteriormente regresó al regimiento en el que había servido durante la guerra, en este caso como subcomandante, donde permaneció hasta febrero de 1946. En mayo de 1951, después de graduarse en la Academia Militar de la Fuerza Aérea de Mónino (actual Academia de la Fuerza Aérea Gagarin), fue nombrado comandante de un regimiento de entrenamiento en la Escuela de Aviación Militar de Stalingrado con sede en Novosibirsk. A partir de diciembre de 1952 estuvo basado en Estonia, donde se desempeñó como inspector de vuelo del 58.º Cuerpo de Aviación de Combate puesto en el que permaneció hasta diciembre de 1955, cuando se convirtió en inspector de vuelo sénior en un departamento de capacitación, y desde agosto de 1958 hasta que se retiró del ejército, a mediados de 1959, trabajó como navegante de vuelo sénior en la Escuela de Pilotos de Aviación Militar de Yeisk. A lo largo de su carrera militar pilotó el Yak-9, MiG-15 y MiG-17.
Desde de retirase del servicio activo en el ejército, y hasta 1961, trabajó en el aeropuerto de Vnúkovo y, desde 1961 hasta 1962, trabajó en el departamento de mantenimiento de helicópteros para la oficina de diseño Rassvet OKB. De 1962 a 1964 fue inspector en una fábrica de carburadores de Moscú para el comité sindical de la ciudad, y de 1963 a 1965 fue ingeniero superior en Mossanelectroprom trust. Después, a partir de 1965, se desempeñó brevemente como ingeniero-economista sénior en el departamento de planificación del Ministerio de Aviación Civil, aunque abandonó este puesto en septiembre de ese mismo año.
En la primera mitad de 1966 trabajó como ingeniero superior en el Ministerio de Industria Local de la RSFS de Rusia, de 1966 a 1967 fue ingeniero superior del departamento técnico de la Unión Central de Sociedades de Consumidores, y de 1967 a 1969 fue jefe de un departamento en el Ministerio de Construcción Rural de la RSFS de Rusia, en 1968 se graduó en el Instituto de Ingeniería y Economía de Moscú. Durante varios meses en 1969 ocupó el cargo de jefe adjunto de un departamento en el Ministerio de Agricultura, y más tarde ese mismo año trabajó como ingeniero superior de un fideicomiso en el Ministerio de Comunicaciones. De 1970 a 1974 trabajó en el departamento de documentación técnica del fideicomiso Mosblorgtejstroy.
Entre 1974 y 1975 trabajó como jefe adjunto del departamento de contabilidad y distribución de viviendas del consejo del distrito de Bauman de Moscú, y luego se convirtió en ingeniero jefe de proyectos en el fideicomiso Mosblorgtejstroy, donde ascendió al puesto de director gerente adjunto antes de convertirse en ingeniero sénior de seguridad en el fideicomiso Mossanelectroprom en 1982. Más tarde trabajó como subdirector de la Empresa Unitaria Estatal Mosoblstroypogress, donde permaneció hasta jubilarse en 2004.
Vivió en Moscú el resto de su vida, donde murió en 28 de diciembre de 2012 y fue enterrado en el cementerio Troyekúrovskoye.

## Condecoraciones
A lo largo de su vida militar, Fiódor Arjípenko recibió las siguientes condecoraciones
- Héroe de la Unión Soviética (27 de junio de 1945)
- Orden de Lenin (27 de junio de 1945)
- Orden de la Bandera Roja, tres veces (20 de enero de 1943, 17 de julio de 1944 y 25 de abril de 1945)
- Orden de la Estrella Roja (26 de octubre de 1955)
- Orden de la Guerra Patria de 1.er (11 de marzo de 1985) y 2.do grado (26 de febrero de 1943)
- Orden de la Gloria de Trabajo de 3.er grado
- Medalla por el Servicio de Combate (20 de junio de 1949)
- Medalla al Valor
- Medalla de Zhúkov
- Medalla Conmemorativa por el Centenario del Natalicio de Lenin
- Medalla por la Defensa de Stalingrado
- Medalla por la Defensa de Kiev
- Medalla por la Victoria sobre Alemania en la Gran Guerra Patria 1941-1945
- Medalla Conmemorativa del 20.º Aniversario de la Victoria en la Gran Guerra Patria de 1941-1945
- Medalla Conmemorativa del 30.º Aniversario de la Victoria en la Gran Guerra Patria de 1941-1945
- Medalla Conmemorativa del 40.º Aniversario de la Victoria en la Gran Guerra Patria de 1941-1945
- Medalla Conmemorativa del 50.º Aniversario de la Victoria en la Gran Guerra Patria de 1941-1945
- Medalla Conmemorativa del 60.º Aniversario de la Victoria en la Gran Guerra Patria de 1941-1945
- Medalla Conmemorativa del 65.º Aniversario de la Victoria en la Gran Guerra Patria de 1941-1945
- Medalla Conmemorativa del 850.º Aniversario de Moscú
- Medalla por la Conquista de Budapest
- Medalla por la Conquista de Viena
- Medalla por la Conquista de Berlín
- Medalla por la Liberación de Varsovia
- Medalla por la Liberación de Praga
- Medalla al Trabajador Veterano
- Medalla de Veterano de las Fuerzas Armadas de la URSS
- Medalla del 30.º Aniversario de las Fuerzas Armadas de la URSS
- Medalla del 40.º Aniversario de las Fuerzas Armadas de la URSS
- Medalla del 50.º Aniversario de las Fuerzas Armadas de la URSS
- Medalla del 60.º Aniversario de las Fuerzas Armadas de la URSS
- Medalla del 70.º Aniversario de las Fuerzas Armadas de la URSS
- Medalla Conmemorativa del 1500.º Aniversario de Kiev
- Medalla por Servicio Impecable de 1.er grado